# ایندکس اسلامیکوس
ایندکس اسلامیکوس (به انگلیسی: Index Islamicus) پایگاه داده کتابشناسی از نشریات دربارهٔ اسلام و جهان اسلام است. این اثر توسط جیمز داگلاس پیرسون در سال ۱۹۵۶ میلادی گردآوری شده‌است. ویراستاران کنونی ایندکس، راپر (A.J. Roper) و بلینی (C.H. Bleany) هستند که در بخش کتاب‌شناسی دانشگاه کمبریج اشتغال دارند.
کتاب ایندکس که آثار از سال ۱۹۰۵م به بعد را پوشش می‌داد ـ با مستدرکی که بهن (W.H. Behn) بر آن نوشت، تکمیل شد و مقالات پیش از سال ۱۹۰۵م را نیز در خود جای داد و از آن پس می‌توان آن را فهرست اطلاعات منابع اسلامی در زبان‌های اروپایی از ابتدا تاکنون دانست.